# Herman Z. Cummins
Herman Zachary Cummins (* 23. April 1933 in Rochester, New York, USA; † 21. April 2010 in New York City, USA) war ein US-amerikanischer Physiker, der vor allem für seine experimentellen Arbeiten zur Lichtstreuung an kondensierter Materie bekannt wurde.

## Leben
Cummins studierte an der Ohio State University und der Universität von Paris und promovierte 1963 an der Columbia University in New York City. Nach der Promotion verbrachte er sieben Jahre an der Johns Hopkins University, bevor er 1971 nach New York zurückkehrte und eine Professorenstelle an der New York University annahm. Von dort wechselte er 1974 zum City College of New York, wo er zum „Distinguished Professor“ ernannt wurde. 2004 wurde er emeritiert. Für seine wissenschaftlichen Leistungen erhielt Cummins zahlreiche Ehrungen, zum Beispiel erhielt er die Ehrendoktorwürde der Universität Pierre und Marie Curie und wurde 1996 zum Mitglied der National Academy of Sciences ernannt. Zudem war er Fellow der American Physical Society und seit 2001 Mitglied der American Academy of Arts and Sciences.

## Forschung
Cummins leistete wichtige Pionierarbeit für die Nutzung von Lasern zur Erforschung kondensierter Materie. So gilt er als Miterfinder der Laser-Doppler-Anemometrie, die z. B. in der Untersuchung von Wirbelschleppen von Flugzeugen oder des Blutflusses in menschlichen Blutgefäßen Anwendung findet. Er war ein führender Spezialist für Raman-Spektroskopie und andere Lichtstreu-Techniken, die er unter anderem zur Untersuchung von ferroelektrischen Phasenübergängen und von kommensurabel-inkommensurabel Übergängen einsetzte. Ein wichtiges Forschungsgebiet Cummins' war die Physik von Gläsern und glasbildenden Flüssigkeiten. In enger Zusammenarbeit mit dem theoretischen Physiker Wolfgang Götze gelangen ihm hier die ersten experimentellen Bestätigungen der Vorhersagen der Moden-Kopplungstheorie des Glasübergangs.

## Veröffentlichungen
Cummins hat mehr als 170 Publikationen in referierten internationalen Wissenschaftsjournalen veröffentlicht. Seine Arbeiten wurden mehr als 7500-mal zitiert und sein h-Index ist 45.